# Ottheinrich

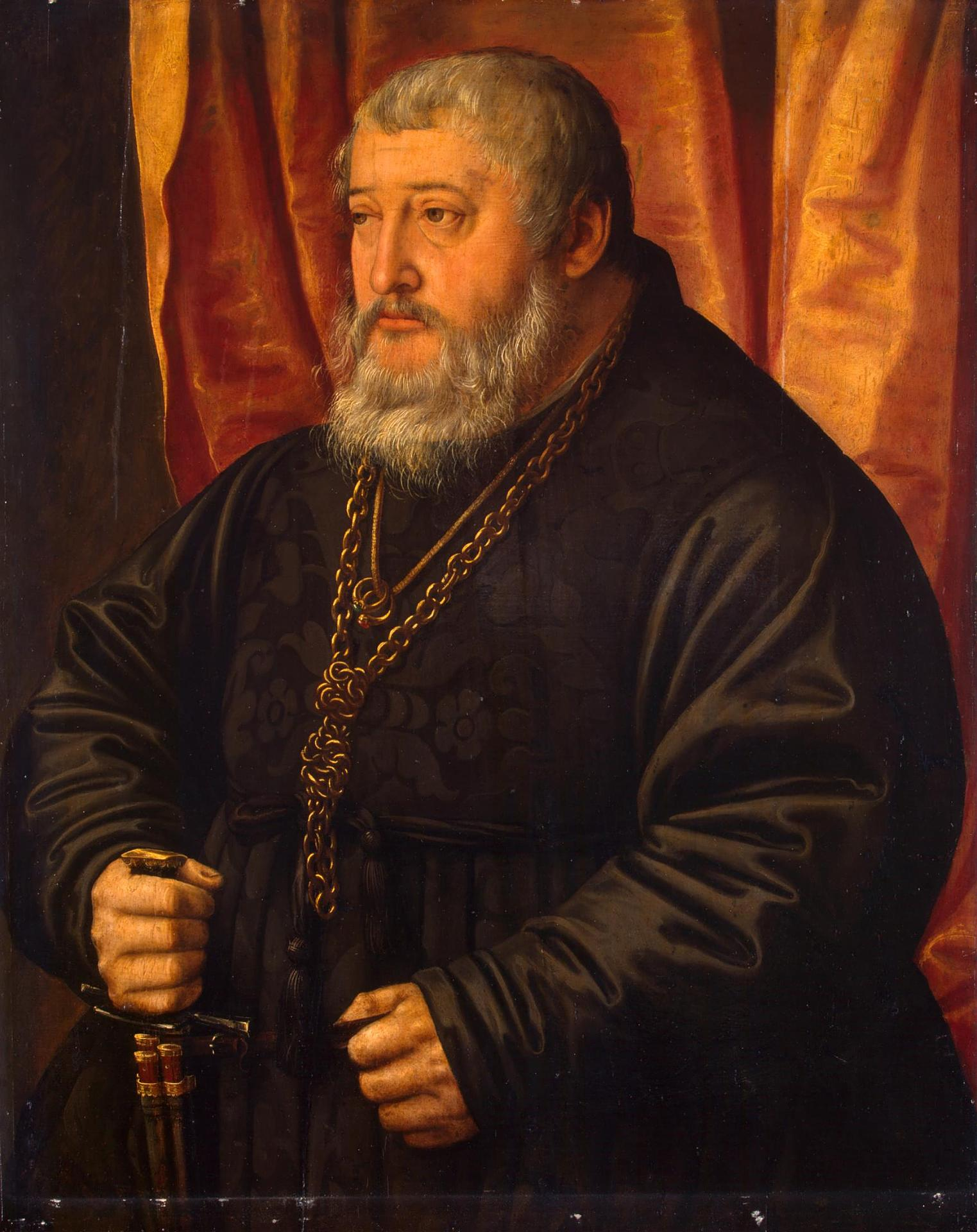
Georg Pencz, Porträt des Pfalzgrafen Ottheinrich, Eremitage (Sankt Petersburg)

Ottheinrich von der Pfalz oder Ottheinrich von Pfalz-Neuburg – eigentlich Otto Heinrich (auch Ott Heinrich) – (* 10. April 1502 in Amberg; † 12. Februar 1559 in Heidelberg) aus der Familie der Wittelsbacher war Pfalzgraf von Pfalz-Neuburg ab 2. Juni 1522 und Pfalzgraf-Kurfürst von der Pfalz ab 26. Februar 1556 bis zu seinem Tod. Mit ihm starb die Ältere Kurlinie der Wittelsbacher aus.
Ottheinrich führte 1557 den Protestantismus in der Kurpfalz ein, förderte die Wissenschaft und verpflichtete angehende Mediziner zum Sezieren von Leichen. Seine Bibliothek, die Bibliotheca Palatina, galt als eine der bedeutendsten seiner Zeit. Aufgrund seiner aufwändigen Lebensführung drohte Ottheinrich mehrfach der Bankrott. In der Pfalz regierte Ottheinrich nur drei Jahre und gehört dennoch zu den bedeutendsten Kurfürsten. Am Heidelberger Schloss ließ er den nach ihm benannten Ottheinrichsbau errichten, der als herausragendes Beispiel deutscher Renaissance-Architektur gilt.

## Herkunft
Ottheinrichs Eltern waren Ruprecht der Tugendhafte (1481–1504) und Elisabeth von Bayern-Landshut (1478–1504), eine Tochter von Georg dem Reichen (1455–1503). Sein Großvater väterlicherseits war somit Kurfürst Philipp der Aufrichtige von der Pfalz. Am 30. Juli 1505 endete nach dem Tode seiner Eltern der Landshuter Erbfolgekrieg mit dem Kölner Schiedsspruch König Maximilians auf einem Reichstag zu Köln. Die beiden verwaisten Enkel Herzog Georgs, Ottheinrich und Philipp, erhielten die neu gebildete Junge Pfalz, ein zersplittertes Fürstentum von der oberen Donau über Franken bis zur nördlichen Oberpfalz.

## Leben

### Frühe Jahre
1518 nahm er am Reichstag in Augsburg teil. Nach dem Tod von Kaiser Maximilian begleitete Ottheinrich seinen Onkel und Vormund Pfalzgraf Friedrich 1519 nach Spanien, um dem neugewählten deutschen König Karl V. die Wahlnachricht zu überbringen. Danach bereiste er Kastilien, Aragon, Burgund und die Spanischen Niederlande. Kurz nach seiner Rückkehr nach Deutschland brach Ottheinrich zu einer Reise in den Nahen Osten ins Heilige Land auf, über die er Tagebuch führte. Am 5. Juni 1521 brach er in Venedig auf und erreichte am 10. Juli 1521 auf dem Seeweg Jaffa. Ottheinrich und sein Gefolge besuchten die heiligen Stätten in Bethlehem, am Jordan, am See Genezareth, in Jerusalem und auf dem Ölberg. In der Grabeskirche wurde Ottheinrich zum Ritter vom Heiligen Grab geschlagen. Am 6. August 1521 traf die Reisegesellschaft wieder in Jaffa ein, um die Heimreise anzutreten, die sie am 16. Dezember 1521 beendeten.

### Regent in Pfalz-Neuburg

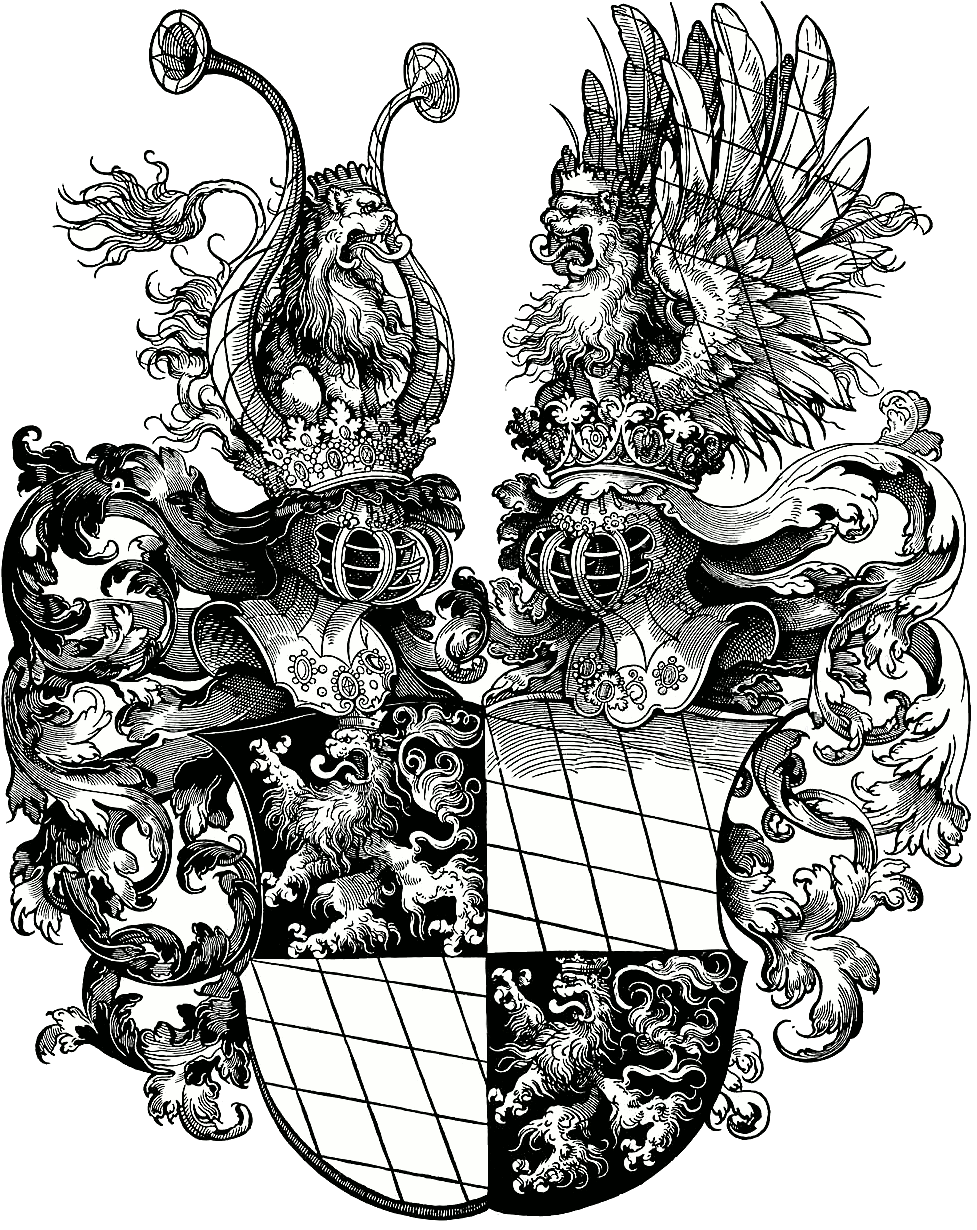
Wappen der Herzöge Ottheinrich und Philipp von Bayern

Am 2. Juni 1522 wurden Ottheinrich und sein Bruder Philipp im Rittersaal der Burg Burglengenfeld anlässlich eines dort abgehaltenen Neuburger Landtags für großjährig erklärt. Ottheinrich übernahm daraufhin mit seinem Bruder Philipp die Regierung des 1505 infolge des Landshuter Erbfolgekriegs gegründeten Fürstentums Pfalz-Neuburg (Junge Pfalz), das aber 1535 wieder unter ihnen aufgeteilt wurde. Er nannte sich nun Ottheinrich von Pfalz-Neuburg und baute in den Folgejahren die Burg Neuburg in ein Renaissance-Residenzschloss um – immer in dem Bemühen, mangelndes Standesprestige im eigenen Land sowie auf dem Parkett des fürstlichen Hochadels zu kompensieren.
Ottheinrich beteiligte sich an einigen Kriegszügen, wie etwa der Fehde gegen Franz von Sickingen 1523 oder dem Bauernkrieg 1525. Auf Grund seiner aufwändigen Lebensführung drohte Ottheinrich schon bald der Bankrott, den er durch ständig neue Kreditaufnahmen abzuwenden versuchte. In seinen Besitz kam auch ein Schuldschein aus dem Nachlass seiner Großmutter Hedwig. Dieser Schuldschein über 32.000 Gulden, ausgestellt von König Kasimir IV. von Polen aus Anlass der Heirat seiner Tochter Hedwig mit Georg dem Reichen, war vom polnischen Königshof jedoch nie ausgezahlt worden. Ottheinrich ließ Zins und Zinseszins errechnen und kam auf die stolze Summe von 200.000 Gulden, die ihm der polnische König schulde. So brach Ottheinrich am 27. November 1536 zu seinem Großonkel, dem polnischen König Sigismund I. nach Krakau auf, wo er am 24. Dezember 1536 eintraf. Während der dreiwöchigen Verhandlungen konnte Ottheinrich zwar die Auszahlung des Schuldscheins erreichen, nicht jedoch die der Zinsen. Die Finanzkrise Ottheinrichs blieb also ungelöst.

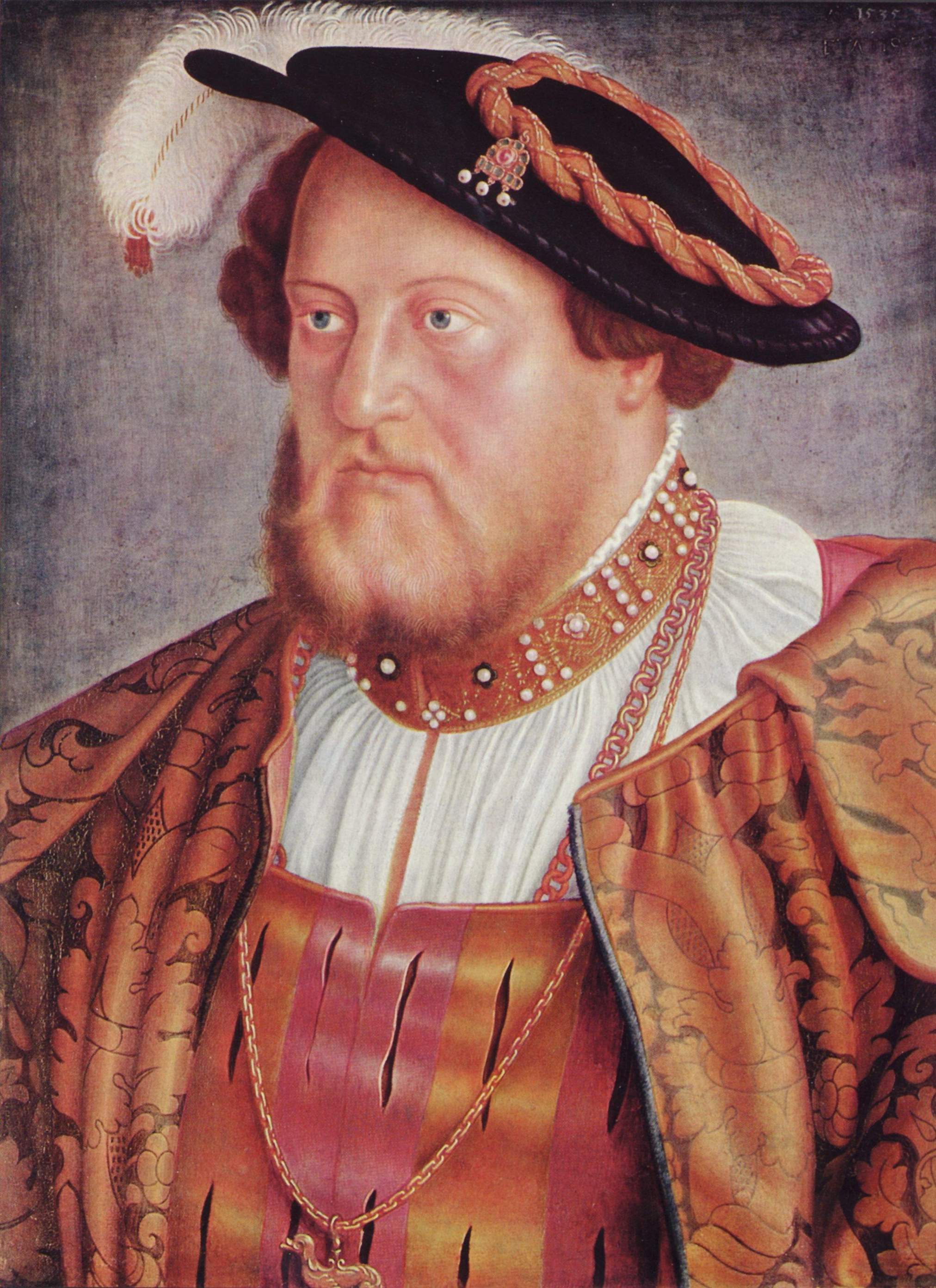
Barthel Beham: Porträt des Pfalzgrafen Ottheinrich von 1535, Alte Pinakothek, München

Während seiner Polenreise ließ Ottheinrich fünfzig Aquarellansichten der besuchten Städte anfertigen, die überwiegend deren früheste heute erhaltenen Darstellungen sind (siehe auch: „Reisealbum des Pfalzgrafen Ottheinrich“.). Dieses lange verkannte Reisesouvenir Ottheinrichs brachte erstaunlich neue und moderne Bildmotive in die europäische Kunstgeschichte ein und wurde erst kürzlich in seiner kulturhistorischen Bedeutung erkannt und gewürdigt.
1541 erhielt Ottheinrich von seinem Bruder Philipp dessen Landesteil mitsamt seinen Schulden zurück. Er führte am 22. Juni 1542, beeinflusst von dem Theologen Andreas Osiander, per Erlass die protestantische Konfession in seinem Fürstentum ein. Die von seinem Vorgänger Friedrich II. begonnene Universitätsreform führte der überzeugte Anhänger Luthers zu Ende (1558 erhielt die sich von einer päpstlichen zu einer lutherischen gewandelte Heidelberger Universität neue, von dem Philipp Melanchthon mitausgearbeitete, Satzungen und Statuten). Seine 1543 fertiggestellte Schlosskapelle in Neuburg gilt als erster Schlosskirchenbau für den protestantischen Ritus (die erste ev. Kirche wurde 1540 in Sankt Joachimsthal errichtet).
Im Jahr 1544 beliefen sich Ottheinrichs Schulden auf über eine Million Gulden. Über 600 Gläubiger erschienen auf Schloss Neuburg. In den folgenden Verhandlungen übernahmen schließlich die Landstände die Schulden Ottheinrichs. Im Gegenzug übernahmen sie die Regierungsgewalt und verkauften zur Schuldendeckung Ottheinrichs Besitz. Im September 1546 wurde Neuburg schließlich von Truppen des Kaisers besetzt, da Ottheinrich im (begründeten) Verdacht stand, den Schmalkaldischen Bund im Krieg gegen den Kaiser zu unterstützen. Ottheinrich wurde gebannt und geächtet.
Er ging zunächst zu seinem Onkel nach Heidelberg ins Exil. Später siedelte er nach Weinheim ins dortige Karmeliterkloster um. Dort richtete er ein alchemistisches Labor ein, um Gold herzustellen und den Stein der Weisen zu finden. Ottheinrich begann wieder für seine Bibliothek zu sammeln, deren alter Bestand in Neuburg für ihn verloren gegangen war. So schaffte er um 1548 die Bibliothek des Klosters Lorsch auf das Heidelberger Schloss. Auch gelang ihm der kostspielige Rückerwerb der 1539 bis 1546 in Neuburg von Christian de Roy gefertigten Wandteppiche, die im Wesentlichen dem Lob von Ottheinrichs Herrschaft hatten dienen sollen. Nach dem Fürstenaufstand 1552 und Abschluss des Passauer Vertrags konnte Ottheinrich nach Neuburg zurückkehren.

### Kurfürst
Nach dem Tod seines Onkels Kurfürst Friedrich II. von der Pfalz am 26. Februar 1556 konnte Ottheinrich endlich die lang angestrebte Herrschaft als Kurfürst der Pfalz antreten, auf die er aufgrund der Erbfolge auch Anspruch hatte. Gesundheitlich war der fast 200 kg wiegende Ottheinrich zu diesem Zeitpunkt schon schwer angeschlagen. Als Kurfürst war er nun Erztruchsess des Heiligen Römischen Reiches deutscher Nation und einer der beiden Reichsvikare bei Thronvakanz. 1557 erhielt Wolfgang von Pfalz-Zweibrücken die Junge Pfalz gemäß den Bestimmungen des Heidelberger Sukzessionsvertrags, der 1553 zwischen den verschiedenen Linien des Hauses Wittelsbach geschlossen worden war.
Ottheinrich führte 1557 die Reformation nach lutherischer Richtung in der Kurpfalz und ihren Kondominien ein. Er förderte auch die Wissenschaft und verpflichtete angehende Mediziner zum Sezieren von Leichen. Seine Bibliothek, die Bibliotheca Palatina, galt als eine der bedeutendsten seiner Zeit. In der Wissenschaftlichen Stadtbibliothek Mainz und im Gutenberg-Museum konnten bisher 63 Inkunabeln und Drucke des 16. Jahrhunderts aus der Provenienz Ottheinrichs ermittelt werden. Mainz steht damit nach Rom und München an dritter Stelle in der Rangliste der bestandshaltenden Bibliotheken mit Ottheinricheinbänden. 26 Bände befinden sich heute in der Staatlichen Bibliothek Neuburg an der Donau. Er ließ die berühmte Ottheinrich-Bibel 1530/32 illuminieren bzw. vervollständigen. Spezielle Exemplare von Bucheinbänden wurden in den Jahren von 1546 bis 1559 gefertigt. Nach ihm ist der bekannte, unter seiner Regierung errichtete Ottheinrichsbau des Heidelberger Schlosses benannt.
Ottheinrich starb schon im dritten Regierungsjahr als Kurfürst im Alter von 56 Jahren. Sein Grab in der Heiliggeistkirche in Heidelberg wurde im Pfälzischen Erbfolgekrieg 1693 geplündert und zerstört.
Mit Ottheinrich starb die auf Ludwig III. zurückgehende Linie aus. Er wurde daher von Friedrich von Pfalz-Simmern beerbt, der von Ludwigs Bruder Stefan abstammte und ihm in der Kurpfalz nachfolgte. Wolfgang von Pfalz-Zweibrücken, der ja die Junge Pfalz mit Neuburg schon zuvor erhalten hatte, stammte ebenfalls von Stefan ab und wurde seinerseits zum Stammvater aller heute lebenden Wittelsbacher.

## Heirat
Ottheinrich heiratete am 16. Oktober 1529 in Neuburg an der Donau seine Cousine, die Witwe des Markgrafen Kasimir von Brandenburg-Kulmbach, Prinzessin Susanna von Bayern (1502–1543). Susanna war die Tochter des Herzogs Albrecht IV. von Bayern-München und seiner Gattin, Erzherzogin Kunigunde von Österreich. Die Ehe blieb kinderlos.

## Nachleben
Ottheinrich ist zudem Namensgeber des Ottheinrich-Gymnasiums in Wiesloch sowie der Ottheinrich-Medaille in seiner Residenzstadt Burglengenfeld und des VCP-Stammes Ottheinrich von der Pfalz in Ingelheim am Rhein.
Er findet auch im studentischen Liedgut Erwähnung. In „Heidelberg, du Jugendbronnen“ heißt es zu Beginn der dritten Strophe:
Schäumend tosten hier die Becher,
und Herrn Otto Heinrich galt’s
der berühmter noch als Zecher,
denn als Graf der schönen Pfalz.

## Ahnentafel
| Ludwig IV. Kurfürst von der Pfalz | Ludwig IV. Kurfürst von der Pfalz | Ludwig IV. Kurfürst von der Pfalz | Ludwig IV. Kurfürst von der Pfalz | Ludwig IV. Kurfürst von der Pfalz              | Ludwig IV. Kurfürst von der Pfalz              |                                                |                                                | Margarethe von Savoyen                         | Margarethe von Savoyen                         | Margarethe von Savoyen | Margarethe von Savoyen | Margarethe von Savoyen | Margarethe von Savoyen |                        |                        |                               |                               | Ludwig der Reiche Herzog von Bayern-Landshut | Ludwig der Reiche Herzog von Bayern-Landshut | Ludwig der Reiche Herzog von Bayern-Landshut | Ludwig der Reiche Herzog von Bayern-Landshut | Ludwig der Reiche Herzog von Bayern-Landshut | Ludwig der Reiche Herzog von Bayern-Landshut |  |  | Amalia von Sachsen | Amalia von Sachsen | Amalia von Sachsen                          | Amalia von Sachsen                          | Amalia von Sachsen                          | Amalia von Sachsen                          |                                             |                                             |                      |                      | Kasimir IV. König von Polen | Kasimir IV. König von Polen | Kasimir IV. König von Polen | Kasimir IV. König von Polen | Kasimir IV. König von Polen | Kasimir IV. König von Polen |                  |                  | Elisabeth von Habsburg | Elisabeth von Habsburg | Elisabeth von Habsburg | Elisabeth von Habsburg | Elisabeth von Habsburg | Elisabeth von Habsburg |
| Ludwig IV. Kurfürst von der Pfalz | Ludwig IV. Kurfürst von der Pfalz | Ludwig IV. Kurfürst von der Pfalz | Ludwig IV. Kurfürst von der Pfalz | Ludwig IV. Kurfürst von der Pfalz              | Ludwig IV. Kurfürst von der Pfalz              |                                                |                                                | Margarethe von Savoyen                         | Margarethe von Savoyen                         | Margarethe von Savoyen | Margarethe von Savoyen | Margarethe von Savoyen | Margarethe von Savoyen |                        |                        |                               |                               | Ludwig der Reiche Herzog von Bayern-Landshut | Ludwig der Reiche Herzog von Bayern-Landshut | Ludwig der Reiche Herzog von Bayern-Landshut | Ludwig der Reiche Herzog von Bayern-Landshut | Ludwig der Reiche Herzog von Bayern-Landshut | Ludwig der Reiche Herzog von Bayern-Landshut |  |  | Amalia von Sachsen | Amalia von Sachsen | Amalia von Sachsen                          | Amalia von Sachsen                          | Amalia von Sachsen                          | Amalia von Sachsen                          |                                             |                                             |                      |                      | Kasimir IV. König von Polen | Kasimir IV. König von Polen | Kasimir IV. König von Polen | Kasimir IV. König von Polen | Kasimir IV. König von Polen | Kasimir IV. König von Polen |                  |                  | Elisabeth von Habsburg | Elisabeth von Habsburg | Elisabeth von Habsburg | Elisabeth von Habsburg | Elisabeth von Habsburg | Elisabeth von Habsburg |
|                                   |                                   |                                   |                                   |                                                |                                                |                                                |                                                |                                                |                                                |                        |                        |                        |                        |                        |                        |                               |                               |                                              |                                              |                                              |                                              |                                              |                                              |  |  |                    |                    |                                             |                                             |                                             |                                             |                                             |                                             |                      |                      |                             |                             |                             |                             |                             |                             |                  |                  |                        |                        |                        |                        |                        |                        |
|                                   |                                   |                                   |                                   |                                                |                                                |                                                |                                                |                                                |                                                |                        |                        |                        |                        |                        |                        |                               |                               |                                              |                                              |                                              |                                              |                                              |                                              |  |  |                    |                    |                                             |                                             |                                             |                                             |                                             |                                             |                      |                      |                             |                             |                             |                             |                             |                             |                  |                  |                        |                        |                        |                        |                        |                        |
|                                   |                                   |                                   |                                   | Philipp der Aufrichtige Kurfürst von der Pfalz | Philipp der Aufrichtige Kurfürst von der Pfalz | Philipp der Aufrichtige Kurfürst von der Pfalz | Philipp der Aufrichtige Kurfürst von der Pfalz | Philipp der Aufrichtige Kurfürst von der Pfalz | Philipp der Aufrichtige Kurfürst von der Pfalz |                        |                        |                        |                        |                        |                        | Margarete von Bayern-Landshut | Margarete von Bayern-Landshut | Margarete von Bayern-Landshut                | Margarete von Bayern-Landshut                | Margarete von Bayern-Landshut                | Margarete von Bayern-Landshut                |                                              |                                              |  |  |                    |                    | Georg der Reiche Herzog von Bayern-Landshut | Georg der Reiche Herzog von Bayern-Landshut | Georg der Reiche Herzog von Bayern-Landshut | Georg der Reiche Herzog von Bayern-Landshut | Georg der Reiche Herzog von Bayern-Landshut | Georg der Reiche Herzog von Bayern-Landshut |                      |                      |                             |                             |                             |                             | Hedwig von Polen            | Hedwig von Polen            | Hedwig von Polen | Hedwig von Polen | Hedwig von Polen       | Hedwig von Polen       |                        |                        |                        |                        |
|                                   |                                   |                                   |                                   | Philipp der Aufrichtige Kurfürst von der Pfalz | Philipp der Aufrichtige Kurfürst von der Pfalz | Philipp der Aufrichtige Kurfürst von der Pfalz | Philipp der Aufrichtige Kurfürst von der Pfalz | Philipp der Aufrichtige Kurfürst von der Pfalz | Philipp der Aufrichtige Kurfürst von der Pfalz |                        |                        |                        |                        |                        |                        | Margarete von Bayern-Landshut | Margarete von Bayern-Landshut | Margarete von Bayern-Landshut                | Margarete von Bayern-Landshut                | Margarete von Bayern-Landshut                | Margarete von Bayern-Landshut                |                                              |                                              |  |  |                    |                    | Georg der Reiche Herzog von Bayern-Landshut | Georg der Reiche Herzog von Bayern-Landshut | Georg der Reiche Herzog von Bayern-Landshut | Georg der Reiche Herzog von Bayern-Landshut | Georg der Reiche Herzog von Bayern-Landshut | Georg der Reiche Herzog von Bayern-Landshut |                      |                      |                             |                             |                             |                             | Hedwig von Polen            | Hedwig von Polen            | Hedwig von Polen | Hedwig von Polen | Hedwig von Polen       | Hedwig von Polen       |                        |                        |                        |                        |
|                                   |                                   |                                   |                                   |                                                |                                                |                                                |                                                |                                                |                                                |                        |                        |                        |                        |                        |                        |                               |                               |                                              |                                              |                                              |                                              |                                              |                                              |  |  |                    |                    |                                             |                                             |                                             |                                             |                                             |                                             |                      |                      |                             |                             |                             |                             |                             |                             |                  |                  |                        |                        |                        |                        |                        |                        |
|                                   |                                   |                                   |                                   |                                                |                                                |                                                |                                                |                                                |                                                | Ruprecht von der Pfalz | Ruprecht von der Pfalz | Ruprecht von der Pfalz | Ruprecht von der Pfalz | Ruprecht von der Pfalz | Ruprecht von der Pfalz |                               |                               |                                              |                                              |                                              |                                              |                                              |                                              |  |  |                    |                    |                                             |                                             |                                             |                                             |                                             |                                             | Elisabeth von Bayern | Elisabeth von Bayern | Elisabeth von Bayern        | Elisabeth von Bayern        | Elisabeth von Bayern        | Elisabeth von Bayern        |                             |                             |                  |                  |                        |                        |                        |                        |                        |                        |
|                                   |                                   |                                   |                                   |                                                |                                                |                                                |                                                |                                                |                                                | Ruprecht von der Pfalz | Ruprecht von der Pfalz | Ruprecht von der Pfalz | Ruprecht von der Pfalz | Ruprecht von der Pfalz | Ruprecht von der Pfalz |                               |                               |                                              |                                              |                                              |                                              |                                              |                                              |  |  |                    |                    |                                             |                                             |                                             |                                             |                                             |                                             | Elisabeth von Bayern | Elisabeth von Bayern | Elisabeth von Bayern        | Elisabeth von Bayern        | Elisabeth von Bayern        | Elisabeth von Bayern        |                             |                             |                  |                  |                        |                        |                        |                        |                        |                        |
|                                   |                                   |                                   |                                   |                                                |                                                |                                                |                                                |                                                |                                                |                        |                        |                        |                        |                        |                        |                               |                               |                                              |                                              |                                              |                                              |                                              |                                              |  |  |                    |                    |                                             |                                             |                                             |                                             |                                             |                                             |                      |                      |                             |                             |                             |                             |                             |                             |                  |                  |                        |                        |                        |                        |                        |                        |
|                                   |                                   |                                   |                                   |                                                |                                                |                                                |                                                |                                                |                                                |                        |                        |                        |                        |                        |                        |                               |                               |                                              |                                              |                                              |                                              | Ottheinrich                                  |                                              |  |  |                    |                    |                                             |                                             |                                             |                                             |                                             |                                             |                      |                      |                             |                             |                             |                             |                             |                             |                  |                  |                        |                        |                        |                        |                        |                        |